# 恆星天文學年表
- 本表為恆星天文學年表，以下譯自英文維基同名條目。

## 18世紀之前
- 前134年 - 喜帕恰斯創造恆星的視亮度（光度）的概念，並編制了有1,025顆恆星的星圖。
- 1596年 - 大衛·法比利薩斯注意到米拉的光度變化。
- 1672年 - Geminiano Montanari注意到大陵五的光度變化。
- 1686年 - Gottfried Kirch 注意到天鵝座χ的光度變化。

## 18世紀
- 1718年 - 愛德蒙·哈雷經由比較希臘時代的天體位置記錄，發現恆星自行。
- 1782年 - 约翰·古德利克注意到大陵五的光度變化，並推測是食雙星。
- 1784年 - 约翰·古德利克發現第一顆造父變星（仙王座的造父一）。

## 19世紀
- 1838年 - Thomas James Henderson、瓦西里·雅可夫列维奇·斯特鲁维和白塞耳測量出恆星的視差。
- 1844年 - 白塞耳解釋天狼星和南河三的位置擺動是因為有看不見的暗淡伴星。

## 20世紀
- 1906年 - 亚瑟·爱丁顿開始用統計學研究恆星的運動。
- 1908年 - 李維特發現造父變星的周光關係。
- 1910年 - 赫茲史普和羅素各自研究恆星的光度和光譜的關聯。
- 1924年 - 亚瑟·爱丁顿發展出主序星的質光關係。
- 1929年 - 乔治·伽莫夫提出氫的核融合是恆星能量的來源。
- 1938年 - 汉斯·贝特和卡尔·冯·魏茨泽克詳述恆星內部的pp鏈和碳氮氧循環。
- 1939年 - Rupert Wildt認為負氫是使恆星變得不透明的重要離子。
- 1952年 - 沃尔特·巴德區分出造父變星有造父Ⅰ和造父Ⅱ兩類。
- 1953年 - 弗雷德·霍伊尔預測碳12在恆星內部的高溫下可以經由三氦反應生成。
- 1961年 - 林忠四郎發表恆星是完全對流體時，演化路徑的林軌跡。
- 1963年 - 弗雷德·霍伊尔和William A. Fowler提出超重質量恆星的想法。
- 1964年 - 钱德拉塞卡和理查德·费曼發展出脈動星在廣義相對論下的理論，並且表示超重質量恆星的不穩定性受到廣義相對論的支配。
- 1967年 - Eric Becklin和Gerry Neugebauer在10微米的波長發現BN天体。